# August Johansson i Kalmar
Johan August Johansson (i riksdagen kallad Johansson i Kalmar), född 22 september 1842 i Köpings församling, Kalmar län, död 16 maj 1917 i Malmö Karoli församling, Malmö, var en svensk konsistorienotarie och politiker.

## Biografi
Johansson blev student vid Lunds universitet 1873 och var redaktör för tidningen "Tiden" 3/1-4/4 1874. Han var ledamot av riksdagens andra kammare 1885–1887, invald i Kalmar stads valkrets.